# 异度神剑系列
异度神剑系列（香港和台湾旧译，中国大陆旧译）是Monolith Soft开发，任天堂发行的奇幻、科幻动作角色扮演游戏系列。游戏为高桥哲哉的异度系列之子系列，首作《異度神劍》2010年登陆Wii平台。
异度神剑系列得到商業成功，并以世界觀、音乐和故事受到好评。系列角色还出现在其他游戏作品中，诸如任天堂明星大乱斗系列和《穿越领域计划》。

## 游戏
| 2010 | 异度神劍                |
| 2011 |                         |
| 2012 |                         |
| 2013 |                         |
| 2014 |                         |
| 2015 | 异度神剑（新任天堂3DS） |
| 2015 | 异度神剑X               |
| 2016 |                         |
| 2017 | 异度神剑2               |
| 2018 | 异度神剑2 黄金之国伊拉  |
| 2019 |                         |
| 2020 | 異度神劍 終極版         |
| 2021 |                         |
| 2022 | 异度神剑3               |
| 2023 |                         |
| 2024 |                         |
| 2025 | 異度神劍X 終極版        |

异度神剑系列下有四个主要游戏。每个游戏都在一个更大的时空中描述了一段单独的情节。尽管作品之间有松散的联系，但它们都有独立的人物阵容、设定和故事。
《异度神劍》
修尔克和他的朋友们开始了对袭击他们家园的机神兵进行复仇的冒险。他们沿着巨神的背部旅行，途中逐渐揭开了强大武器「蒙纳多」的秘密。本作最初在Wii上发布，后来被移植到新任天堂3DS平台，并在任天堂Switch上发布了高清复刻版《異度神劍 終極版》。
《异度神剑X》
一场星际战争迫使人类逃离了被摧毁的地球。在坠落到未知的米拉星球后，艾尔玛带领队伍与时间赛跑，以取回容纳了成千上万地球生命的「休眠舱」。本作在Wii U平台推出。並在任天堂Switch上推出復刻版《異度神劍X 終極版》。
《异度神剑2》
在巨神兽逐渐死去的世界中，雷克斯遇到了被稱為「天之聖杯」的傳奇神劍——焰，并承诺将带她到传说中的乐园。本作在任天堂Switch平台推出。
《异度神剑2 黄金之国伊拉》
故事发生在《异度神剑2》的500年前，讲述了伊拉王国毁灭之前，隶属于伊拉的劳拉和真对抗灭和他的军队的故事。本作作为独立游戏，同时也是《异度神剑2》的扩展，在任天堂Switch上发布。
《异度神剑3》
故事发生在艾歐尼翁世界中，兩個國家「科維斯」和「安格努斯」互相敵對。游戏連結了《異度神劍》與《異度神劍2》兩個世界的未來。来自科維斯的主角諾亞和来自安格努斯的彌央必须放下他们的分歧，以面对更大的威胁。

## 评价
| 游戏                   | Metacritic        |
| ---------------------- | ----------------- |
| 異度神劍               | (Wii) 92 (3DS) 86 |
| 异度神剑X              | (WIIU) 84         |
| 异度神剑2              | (NS) 83           |
| 异度神剑2 黄金之国伊拉 | (NS) 80           |
| 異度神劍 終極版        | (NS) 89           |